# BMW VI
BMW VI — 12-циліндровий, бензиновий V-подібний двигун рідинного охолодження, який виготовлявся в 1920-х роках. Створювався тисячами екземплярів, та був одним з самих значущих авіаційних двигунів в міжвоєнний період. Основою для його створення послужив двигун BMW IV, далі отримав розвиток у версіях BMW VII та BMW IX. Конструювався в СРСР, під назвою М-17, та Японії, як Kawasaki Ha-9.

## Розробка
BMW IV - перший 12-циліндровий двигун, розроблений компанією BMW. Він має два блоки 6-циліндрових двигунів BMW IV з кутом 60° та загальним алюмінієвим картером. 
З 1926 року почалося серійне виробництво моделі, після виготовлення 1000 двигунів, Німеччина знову мала право будувати військові літаки. Цей дозвіл привів до моментального збільшення попиту на двигуни. 
В 1933 році двигун був використаний для випробування системи прямого безпосереднього приску палива.
Двигун вважався надійним. Був використаний для перетину Атлантики зі сходу на захід у 1930 році, та навколосвітній подорожі 1932 року. Обоє польотів здійснені Вольфгангом фон Гронау, на літаку Dornier Do J Wal з двома двигунами BMW IV.
Двигун цього типу був встановлений на експериментальний вагон-автомотрису Schienenzeppelin «Рейковий дирижабль».
З 1926 по 1938 рік було виготовлено близько 9,200 двигунів. 
Двигун виготовлявся за ліцензією в Радянському Союзі під керівництвом Олександра Мікуліна, який потім розвинув його як М-17. Також ліцензійні двигуни виробляла Kawasaki Heavy Industries, в Японії, під назвою Kawasaki Ha9.

## Модифікації
5.5, 5.6 або 7.3 позначають ступінь стиснення. Жодні інші літери не позначають карбюратор BMW і пропелер з прямим приводом (7.3), u - позначає пропелерний редуктор (7.3u), z - позначає карбюратор Zenith (7.3z), zu - позначає карбюратор Zenith і пропелерний редуктор (7.3zu).
BMW VI 5.5
Ступінь стиску 5.5:1, 600–650 к.с (592–641 к.с) при 1600 об/хв над рівнем моря
BMW VI 6.0
Ступінь стиску 6:1, 630–660 к.с (621–651 к.с) при 1650 об/хв над рівнем моря, з октановим числом палива 80
BMW VI 7.3
Ступінь стиску 7.3:1 680–750 к.с (671–740 к.с) при 1700 об/хв над рівнем моря, з октановим числом палива 87

## Моделі, на яких використовувався
- Albatros L 77v
- Arado Ar 64
- Arado Ar 65
- Arado Ar 68
- Arado SSD I
- Dornier Do 10
- Dornier Do 14
- Dornier Do 17
- Focke-Wulf Fw 42
- Heinkel He 45
- Heinkel He 51
- Heinkel He 59
- Heinkel He 60
- Heinkel He 70
- Heinkel He 111
- Junkers F.24ko
- Kawasaki Type 92
- Kawasaki Ki-10
- Messerschmitt M.20
- Р-5
- Schienenzeppelin
- ТБ-3
- МБР-2
- АНТ-8 (МДР-2)
- АНТ-10(Р-7)